# Jack Whyte
Jack Whyte (Escócia, 1940 – Kelowna, 22 de fevereiro de 2021) foi um escritor escocês radicado no Canadá, de ficção histórica. Possui uma vasta produção literária baseada principalmente em eventos históricos ocorridos no Reino Unido.

## Biografia
Nascido e criado na Escócia, Whyte viveu no Canadá desde 1967. Morou em Vancouver, Colúmbia Britânica. Já foi poeta, cantor, orador e ator e recebeu um prêmio pela contribuição à ficção popular canadense.
Escreveu As Crônicas Camulod uma série de romances históricos. Esta versão da lenda popular evita o uso da magia para explicar a ascensão de Artur ao poder e apoia a teoria que o Rei estava destinado a combater a anarquia deixado pela partida romana da Grã-Bretanha em 410 dC, a colonização subsequente e invasão da Grã-Bretanha por vários povos do noroeste da Europa, chamados de saxões, jutos, francos e anglos. Whyte incorporou tanto nomes Arturianos tradicionais, lugares e eventos (embora de forma gaelica ou em Latim), bem como os nomes de várias figuras históricas que têm sido sugeridos como sendo a base possível da lenda original  do Rei Artur. A implicação tácita é que a versão da história de Whyte é a história verdadeira, que se tornou distorcida ao longo do tempo para virar lenda e histórias de magia que conhecemos hoje.
Morreu em 22 de fevereiro de 2021 no Kelowna Hospice House.

## Obras

### Crônicas Camulod

#### A Dream of Eagles
1. The Skystone (1992)
2. The Sword Singing (1993)
3. The Eagles 'Brood (1994)
4. The Shore Saxon (1995)
5. The Sorcerer Part 1: The Fort at River's Bend (1999)
6. The Sorcerer Part 2: Metamorphosis  (1999)

A série é uma ficção histórica e aborda um vasto arco, desde a retirada romana da Inglaterra até a trajetória do Rei Artur.
Os dois volumes "The Sorcerer" foram escritos como único volume, mas foram separados para a publicação.

#### Golden Eagle
- Clothar the Frank (2004)
- The Eagle (2005)

Continuação da série sob a ótica de Lancelot.

#### Spin-off
- Uther; é um romance sobre a vida de Uther Pendragon. É contada exclusivamente do ponto de vista de Merlyn.

### A Trilogia dos Templários
1. Knights of the Black and White (2006) no Brasilː Os Cavaleiros de Preto-e-Branco (Editora Record, 2008).
2. Standard of Honor (2007) no Brasilː O Estandarte da Honra (Editora Record, 2010).
3. Order in Chaos) (2009) no Brasilː Ordem no Caos (Editora Record, 2013).

A série aborda a ascensão e fim da Ordem dos Templários.

### The Guardians of Scotland(Saga Corações Valentes, no Brasil)
1. The Forest Laird (2010) no Brasilː O Rebelde (Fantasy-Casa da Palavra, 2012)
2. The Renegade (2012)
3. The Guardian (2014)

A série está paralisada no Brasil por motivos não divulgados.
A ação decorre no século XIV, na Escócia, durante as guerras da independência escocesa, abordando em ficção histórica pessoas reais comoː James "The Black" Douglas, William Wallace e Robert Bruce.

### História curta
- "Power Play", em Paradox Magazine, edição 8 (Winter 2005-2006), uma exploração do poder da natureza, passada em romanos, Jerusalém.